# Швебиш Хал
Швебиш Хал (њем. Schwäbisch Hall) град је у њемачкој савезној држави Баден-Виртемберг. Једно је од 30 општинских средишта округа Швебиш Хал. Према процјени из 2010. у граду је живјело 36.801 становника. Посједује регионалну шифру (AGS) 8127076.

## Географски и демографски подаци
Швебиш Хал се налази у савезној држави Баден-Виртемберг у округу Швебиш Хал. Град се налази на надморској висини од 304 метра. Површина општине износи 104,2 km². У самом граду је, према процјени из 2010. године, живјело 36.801 становника. Просјечна густина становништва износи 353 становника/km².

## Међународна сарадња
| Мјесто    | Држава               | Врста сарадње | Од    |
| --------- | -------------------- | ------------- | ----- |
| Баликесир | Турска               | партнерство   | 2006. |
| Замошћ    | Пољска               | партнерство   | 1989. |
| Лафборо   | Уједињено Краљевство | партнерство   | 1966. |
|           | Финска               | партнерство   | 1985. |
| Епинал    | Француска            | партнерство   | 1964. |
| Извор     |                      |               |       |